# Sinésio
Sinésio (em grego medieval: Συνέσιος; romaniz.: Synésios; em latim: Synesius; 373 — 414), foi um bispo grego de Ptolemaida na Pentápole líbia; nasceu em uma família rica, que se dizia descendente de um dos companheiros de Héracles.

## Vida
Educado inicialmente na eloquência, bebeu da tradição clássica através de Aristóteles, Homero e Platão, sentindo-se herdeiro de Dião Crisóstomo. Iniciado em ciências, sendo Cirene a terra de Teodoro e Eratóstenes, foi um apaixonado por caça, armas e exércitos equestres, entretenimentos próprios da aristocracia romana tardia.[carece de fontes?]
Antes de 395, Sinésio residiu durante três ou quatro anos em Alexandria. Ali conheceu Hipátia, filósofa neoplatônica, filha do matemático Teão de Alexandria, convertendo-se em seu aluno e discípulo [a] Formou-se em astronomia, matemática, neoplatonismo, abarcando o amplo espectro que separa os extremos da ciências aplicadas e a metafísica.[carece de fontes?]
Concluídos seus estudos, Sinésio viajou para Atenas, porém tanto a própria cidade como sua ativa escola neoplatônica o decepcionaram profundamente.[b] De regresso a Cirene, no ano 399 seus concidadãos o encarregaram de chefiar uma comitiva para solicitar ao imperador que reduzisse os impostos exigidos a Pentápole. Para cumprir sua tarefa, Sinésio mudou-se para Constantinopla, onde permaneceu por três anos. Em seu discurso Acerca da realeza (latim: De regno), pronunciado diante o imperador Arcádio, criticou o abuso de poder e a corrupção, assim como o fato de as defesas das fronteiras terem sido confiadas a germânicos, que Sinésio considerava bárbaros.
Sua estadia de três anos em Constantinopla, foi cansativa e desagradável; seu lazer foi devotado, em parte, à composição literária. O Aegyptus sive de providentia é uma alegoria em que o bom Osíris e o mau Tifão, que representam Aureliano e o godo Gainas (magister sob Arcádio), lutam pelo domínio; a questão da permissão divina do mal é tratada.[carece de fontes?]
No ano 402, voltou com êxito: havia conseguido uma redução significativa nos impostos. Mudou-se para Alexandria, onde se casou com uma cristã, pertencente a nobreza da cidade. O patriarca Teófilo de Alexandria casou pessoalmente o casal.
De volta a Cirene, empenhou-se pessoalmente na defesa das fronteiras, construindo um novo modelo de catapulta e reforçando as fortificações. No final de 409, ou em 410, em agradecimento por seus serviços prestados, o clero e o povo de Ptolemais o elegeram como seu bispo. Sinésio resistiu em aceitar o cargo, porém acabou assumindo-o em 411 com muita relutância, mas não antes de explicar ao patriarca Teófilo suas condições: não renunciaria ao seu matrimonio nem a suas convicções filosóficas, que o impediam de aceitar algumas crenças populares.[c] A juízo de Quasten, até o final de seus dias, Sinésio seguiu sendo "mais platónico que cristão, como revela em seus escritos". Contudo, a partir de sua nomeação como bispo não voltou a fazer referencia a sua mulher em suas cartas, como alguns investigadores suspeitam que o patriarca o obrigou a renunciar a sua vida conjugal.
Já bispo, Sinésio utilizou sua autoridade para defender seus compatriotas dos ataques das tribos do deserto e dos abusos de Andrônico, um alto funcionário do governo que por vários anos vinha cometendo graves abusos contra a população. Sinésio pronunciou contra ele a primeira excomunhão solene de que se tem notícia.[d]
Apesar da prudência e bom critério que demonstrou como bispo, os últimos anos de Sinésio foram muito amargos. Seu irmão se viu forçado a fugir para evitar ser nomeado decurião, cargo que supunha a ruína econômica do interessado, obrigado a responder como garantidor da arrecadação de impostos. No ano 413, após perder três filhos, escreveu a sua mestra Hipátia, que havia sofrido "tantos infortúnios como é capaz de sofrer um homem" e repreendeu que nem ela nem seus amigos de Alexandria tivessem respondido suas cartas. Nesse mesmo ano, faleceu, consumido pelas recordações de seus filhos mortos.
Segundo uma lenda, seria santo, mas os estudiosos não admitem sequer atribuir-lhe o título de Pai da Igreja.
As obras de Sinésio, “bispo filósofo”, testemunham seu esforço para conciliar os dogmas cristãos e a filosofia neoplatônica. Observam-se também, em seus tratados, ideias gnósticas e herméticas. Sinésio enfatiza o caráter transcendente de Deus e sua unidade absoluta, que não resulta em incompatibilidade com a Trindade, por ser esta “interna à unidade”. Dentro da unidade divina, o Pai engendra o Espírito Santo e ambos engendram o Filho. Somente através do mito pode o homem divisar a Deus e compreender a natureza da alma, que se encontra presa na matéria (oposta a Deus) e anseia retornar à patria celeste, de onde procede.

## Obras
Suas obras que chegaram aos nossos dias são:
1. Um discurso perante o imperador Arcádio: De regno;
2. Dio, sive de suo ipsius instituto, em que ele significa o seu propósito de dedicar-se à verdadeira filosofia;
3. Elogio à Calvície (Encomium calvitii), uma literatura jeu d'esprit, em resposta a uma obra de Dião Crisóstomo, o Elogio à Cabeleira
4. Aegyptus sive de providentia, em duas partes, sobre a guerra contra o godo Gainas e o conflito entre os dois irmãos Aureliano e Cesário;
5. De insomniis, um tratado sobre os sonhos;
6. Constitutio;
7. Catastasis, uma descrição do fim da Cirenaica romana;
8. 159 Epistolae (cartas, incluindo um texto – Carta 57 – que é na verdade um discurso);
9. 10 Hymni, de caráter contemplativo, característica neoplatônica;
10. 2 homilies;
11. Um ensaio sobre como fazer um astrolábio;

Trabalhos perdidos:
1. Um livro sobre canicultura;
2. Poemas, mencionados nas cartas de Sinésio.

## Edições modernas de suas obras
- Editio princeps, Turnebus (Paris, 1553);
- Garzya, Terzaghi, e Lacombrade (eds.), Opere di Sinesio di Cirene, Classici greci, Turin: Unione Tipografico-Editrice Torinese, 1989 (com tradução em italiano);
- Lacombrade, Garzya, and Lamoureux (eds.), Synésios de Cyrène, Coleção Budé, 6 vols., 1978-2008 (com tradução em francês por Lacombrade, Roques, e Aujoulat).